# 佐倉藩
佐倉藩（さくらはん）は、下総国印旛郡の佐倉（現在の千葉県佐倉市周辺）に置かれた藩。徳川家康の関東入国以来、佐倉地域は江戸東方の要衝として重視され、一門・譜代大名が配置された。1610年に入封した土井利勝は、近世佐倉城とその城下町（現在の佐倉市中心地区）を築いた。江戸時代前期から中期にかけては幕閣の封地となり、藩主家は頻繁に交替したが、1746年に堀田氏が再封されて定着し、廃藩置県まで続いた。藩史の過半を占める堀田氏の石高はおおむね11万石で、現在の千葉県域では最大の藩であった。
江戸時代前期、堀田氏の最初の在封中に藩領で佐倉惣五郎事件が発生したとされる。佐倉藩は諸藩中最も多くの老中を輩出しており、佐倉城は「老中の城」とも称される。

## 歴史

### 前史：戦国期の佐倉地域
室町時代後期、下総千葉氏は印幡浦（現在の印旛沼。中世には香取海と結ばれていた）に面した水陸交通の要衝である下総国印旛郡印東荘佐倉に拠点を移した。中世に「佐倉」と称されたのは現在の印旛郡酒々井町本佐倉・上本佐倉から佐倉市大佐倉にかけての一帯であり、将門山に本佐倉城が築かれ、城下には町場が形成されて、領国支配の中心となった。
戦国時代末期、千葉氏は後北条氏に従属し、本佐倉城も後北条氏の支城となった。天正18年（1590年）、小田原征伐に際して本佐倉城は落城し、千葉氏も没落した。

### 近世佐倉城築城以前
天正18年（1590年）、関東に入国した徳川家康は、各地に諸将を配置した。ただし佐倉地域については諸説がある。
- 久野宗能が1万3000石で入封したとの説[6]。
- 三浦義次（三浦重成）[注釈 2]が佐倉に1万石で入封したとする説[2][8][注釈 3]。下総三浦藩参照。

文禄2年（1593年）、徳川家康は5男の武田信吉を佐倉に4万石で配置する。事典類によってはここからを「佐倉藩」と扱う。慶長7年（1602年）に信吉が常陸国水戸藩に移ると、6男の松平忠輝が5万石で入るが、翌慶長8年（1603年）に信濃国川中島へ転封した。忠輝が佐倉の領主であったのはわずか40日であった。
慶長11年（1606年）小笠原吉次が尾張国犬山藩から入る。以後、佐倉藩は譜代大名の藩として続くことになる。小笠原吉次は慶長13年（1608年）常陸国笠間藩へ移封した。
土井利勝によって近世佐倉城が築城される以前、「佐倉」地域の支配拠点がどこにあったのかについては、以下のような説があるもののはっきりしない。
- 本佐倉城に置かれたという説。『国指定史跡ガイド』は、本佐倉城は千葉氏改易後に徳川氏によって接収され、その後は佐倉藩の藩庁が置かれたと記す[11]。『日本の城がわかる事典』は、徳川氏による接収後一時は廃城とされたものの、小笠原吉次・土井利勝が本佐倉城に入って再興され、佐倉城への藩庁移転と一国一城令により廃城されたと記す[12]。
- 本佐倉に陣屋が置かれたとする説[13]。
  - 大堀陣屋（酒々井町上本佐倉、佐倉市大佐倉字北大堀）と特定する説[5]。地元には武田信吉が建設した館との伝承があり、「万千代殿屋敷」（万千代は武田信吉の幼名）との名も伝えられている[5]。柴田（1986）によれば、大堀陣屋は千葉氏滅亡後に入封した徳川家臣（三浦義次や武田信吉）が本佐倉城を廃して本拠を移したが、慶長8年（1603年）に廃されたとしている[14]。「本佐倉北大堀遺跡」として発掘調査が行われているが、17世紀初頭以前にさかのぼる遺物が出土している[15]。16世紀には既に使用されていたとみられ[16]本佐倉城に対する居館の可能性もある[15]。
- 近世佐倉城の地点にあった鹿島城（鹿島台城）に置かれたとする説。近世佐倉城のある地点には、かつて千葉氏も築城を試みた。千葉親胤が鹿島幹胤に築城を命じたが中断（ここから「鹿島台」と呼ばれるという）、その後千葉邦胤も築城を試みたが未完成のまま頓挫したという。『角川日本地名大辞典』によれば、小笠原吉次は鹿島城に入ったという[17]。

### 土井利勝と近世佐倉城築城

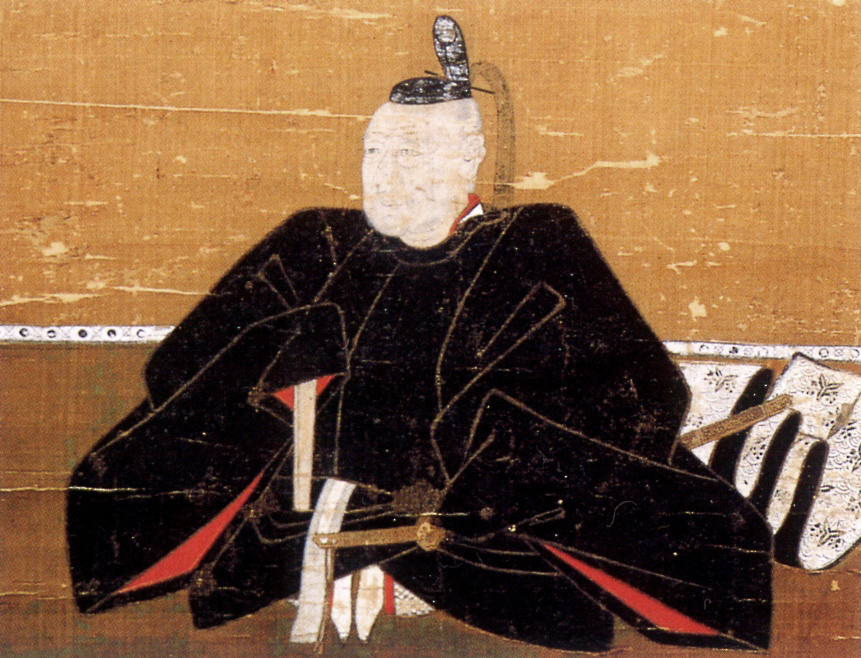
土井利勝

慶長15年（1610年）1月、下総国香取郡の小見川藩から土井利勝が3万2000石で入った。利勝は同年12月に徳川秀忠付の老中となる。
利勝は、慶長16年（1611年）より7年間をかけて、鹿島台に近世城郭としての佐倉城を築城した。佐倉城の周辺には城下町が形成された。
土井利勝は幕閣の重鎮として累進を重ねて随時加増され、寛永2年には14万2千石を領するに至る（歴代佐倉藩主で最大石高）。利勝は、寛永10年（1633年）に下総国古河藩へ転出した。

### 「老中の城」
寛永10年（1633年）、豊後国日田藩より石川忠総が7万石で入り、翌寛永11年（1634年）に近江国膳所藩へ移封。
寛永12年（1635年）に摂津国高槻藩から松平家信（形原松平家）が4万石で入った。寛永15年、松平康信が家督を継承した際、弟の氏信・信忠に2000石ずつ分与。寛永17年（1640年）、康信は旧領の摂津国高槻藩へ戻る。
寛永19年（1642年）、信濃国松本藩から老中堀田正盛が11万石で入るが、慶安4年（1651年）に3代将軍・徳川家光に殉死。子の堀田正信は万治3年（1660年）、幕政に不満を抱き、佐倉に無断帰城したため、改易除封。正信の時代には「農民の窮状を将軍に直訴して処刑された」義民佐倉惣五郎の事件があったとされるが、事実として確認できる事項は少ない（公津村の「惣五郎」という有力農民が何らかの理由で処刑され、その後、堀田氏の改易と「惣五郎の祟り」を結びつける伝承が生じたことは確認される。佐倉惣五郎参照）。このほか堀田氏の領国では寛政20年（1643年）に「農民の窮乏を救うため藩の米蔵を破り自害した」東金の義人大多和四郎右衛門の伝承も伝わっている。
寛文元年（1661年）、上野国館林藩から松平乗久（大給松平家）が入るが、延宝6年（1678年）に肥前国唐津藩へ移封。
同年、松平乗久と入れ替わる形で、肥前国唐津から老中大久保忠朝が8万3000石で入る。1680年（延宝8年）に1万石の加増を受け、1681年（天和元年）に忠朝は老中首座となる。なお、忠朝は1684年（貞享元年）に江戸城内で大老堀田正俊（堀田正盛の子で、正信の弟）の殺害事件に遭遇し、居合わせた阿部正武・戸田忠昌らとともに加害者稲葉正休を討っている。貞享3年（1686年）に相模国小田原藩へ移封。
同年、武蔵国岩槻藩から老中戸田忠昌が6万1000石で入封。元禄7年に1万石加増されて7万1000石となる。元禄12年、跡を継いだ忠真は弟の忠章に3200石（これに加え新田3800石）を分知し、佐倉藩6万7800石となる。忠真は元禄14年（1701年）、越後国高田藩へ移封。
戸田忠真と入れ替わりで、越後国高田藩から新任の老中稲葉正往が10万2000石で入封。正往の命を受けて、藩儒磯辺昌言が地域の歴史・地理書『総葉概録』『佐倉風土記』を編纂している。次代・稲葉正知は享保8年（1723年）に山城国淀藩へ移封。
稲葉正知と入れ替わりで、山城国淀藩から新任老中松平乗邑（大給松平家。乗久の孫）が6万石で入った。乗邑は享保の改革を推進した老中として知られる（のちに老中首座、勝手掛老中）。延享2年（1745年）、徳川家重が将軍に就任すると乗邑は老中を罷免され、減封を受けた上に隠居を命じられた。乗邑の子の乗祐が家督を継いだが延享3年（1746年）に出羽国山形藩へ移封された。

### 後期堀田氏時代
延享3年（1746年）、松平乗祐と入れ替わる形で、出羽国山形藩から老中堀田正亮（正信の弟である正俊の孫）が10万石で入封。その後は幕末まで堀田家の支配で定着した。佐倉藩の歴史においては、正亮以後の堀田氏を「後期堀田氏」とも称する。
正亮は老中首座をつとめ、宝暦10年に1万石が加増されて11万石となった。このうち4万石程度は出羽国村山郡の所領であり、延享4年（1747年）に柏倉陣屋（現在の山形市柏倉）が置かれて分領の統治にあたった。
堀田正亮は、前期堀田氏の改易と結びつける伝承が生じていた佐倉惣五郎父子の慰霊を行い、以後の藩主も継承した。佐倉藩堀田家が公認することにより、佐倉惣五郎の義民伝説が発展することになった。
2代藩主堀田正順は、奏者番・寺社奉行・大坂城代・京都所司代などの要職を歴任した。一方藩財政はこの頃から窮状を見せるようになった。天明3年（1783年）には、浅間山の噴火や利根川の洪水を背景として、城付領で年貢減免などを求める百姓一揆が発生した。寛政4年（1792年）、藩校として学問所（のちに温故堂、成徳書院などに改称）を設立した。
第4代藩主堀田正愛は、勝手方主役向藤左衛門を推進者として、「三ツ割の法」など財政改革を中心とする藩政改革を進めた。

#### 堀田正睦
文政8年（1825年）に第5代藩主となった堀田正睦は、2度にわたって幕府老中を務めた人物として知られる。1度目は水野忠邦とともに天保の改革を推進。安政2年に老中に再任され、ペリー来航以降は外国事務取扱の老中となり、ハリスとの日米修好通商条約締結などで奔走した。しかし将軍継嗣問題などで井伊直弼と対立し、安政5年（1858年）に老中を罷免され蟄居した。
佐倉藩政の上では「天保の改革」を実施。家中扶持政策・学制改革・勧農政策を行った。正睦は蘭学を奨励した人物として知られており、天保7年には藩校を成徳書院として拡充し、儒学や武芸のほかに蘭学・医学を取り入れた。また、医師佐藤泰然を招いて佐倉城下の本町（現・佐倉市本町（もとまち））に順天堂を開かせた。蘭方医学に関しては「西の長崎、東の佐倉」と並び称され、また佐倉は「南総の学都」と謳われたという。
安政6年（1859年）に正睦は家督を子の堀田正倫に譲った（正倫が佐倉藩最後の藩主となる）が、若年のために正睦が後見として佐倉藩の「万延の改革」を実施した。側用人依田貞幹を勝手元締に任命して財政改善を試みた。正睦は元治元年（1864年）に死去した。

#### 戊辰戦争から明治へ
慶応4年（1868年）1月の鳥羽・伏見の戦い後、正倫は京都に上って新政府に徳川氏の存続と徳川慶喜追討令の取り消しを求めるが、軟禁される。藩主不在の佐倉では家老平野縫殿が新政府からの大多喜藩（藩主は大河内正質）への出兵命令に応じるなど、新政府に従った。
明治4年（1871年）7月、廃藩置県によって佐倉藩は廃止され、佐倉県が設置された。

### 後史
佐倉県は同年11月の第1次府県統合により印旛県に改編された。なお、「印旛県」は印旛郡佐倉に県庁を置くとされたことによる県名であるが、実際に県庁が置かれることはなかった。1873年（明治6年）に印旛県は木更津県と合併し千葉県になった。
最後の佐倉藩主・堀田正倫は華族に列し、明治17年（1884年）に伯爵に叙された。なお、堀田正久（正倫の養嗣子である正恒の子）は1959年から4期にわたって佐倉市長を務めた。

## 歴代藩主

### 武田家
親藩 4万石
1. 信吉

### 長沢松平家
親藩 5万石
1. 忠輝

### 小笠原家
譜代 2万2千石
1. 吉次

### 土井家
譜代 3万2千石→14万2千石
1. 利勝

### 石川家
譜代 7万石
1. 忠総

### 形原松平家
譜代 4万石
1. 家信
2. 康信

### 堀田家
譜代 11万石
1. 正盛
2. 正信

### 大給松平家
譜代 6万石
1. 乗久

### 大久保家
譜代 8万3千石→9万3千石
1. 忠朝

### 戸田家
譜代 6万1千石→7万1千石
1. 忠昌
2. 忠真

### 稲葉家
譜代 10万2千石
1. 正往
2. 正知

### 大給松平家
譜代 6万石→7万石→6万石
1. 乗邑
2. 乗佑

### 堀田家
譜代 10万石→11万石
1. 正亮
2. 正順
3. 正時
4. 正愛
5. 正睦
6. 正倫

## 領地

### 幕末の領地
- 下総国
  - 千葉郡のうち - 31村（うち9村が宇都宮藩預所を経て曽我野藩に編入）
  - 印旛郡のうち - 146村
  - 埴生郡のうち - 26村
  - 香取郡のうち - 3村
  - 匝瑳郡のうち - 3村
  - 海上郡のうち - 2村
  - 相馬郡のうち - 8村
- 出羽国（羽前国）
  - 村山郡のうち - 45村
- 常陸国
  - 筑波郡のうち - 3村
  - 真壁郡のうち - 3村
- 下野国
  - 都賀郡のうち - 16村
  - 塩谷郡のうち - 10村
- 武蔵国
  - 埼玉郡のうち - 3村（うち1村を浦和県に編入）
  - 高麗郡のうち - 1村
  - 入間郡のうち - 2村
  - 横見郡のうち - 14村
- 相模国
  - 高座郡のうち - 5村
  - 大住郡のうち - 10村
  - 愛甲郡のうち - 2村

明治維新後に、相馬郡8村（旧幕府領1村、旧旗本領4村、旧高岡藩領4村ほか、寺社除地のみの編入が1村）、埼玉郡1村（旧幕府領）、愛甲郡2村（旧旗本領）が加わった。なお相給が存在するため、村数の合計は一致しない。

### 下総国
江戸と佐倉とを結ぶ交通路として佐倉街道があり、江戸近郊の主要な街道として幕府道中奉行の管轄下にあった。佐倉街道は、千住宿から船橋・大和田・臼井などを経て佐倉に至る道筋で、成田参詣の道としてにぎわった。ただし千住宿を経由する佐倉街道は遠回りとなるため、日本橋から行徳へ水路をとる道筋が一般に用いられた。また、千葉の町から加曾利を経由して佐倉に至る道筋もあった。
千葉町とその周辺は陸上・海上交通の要衝であり、佐倉藩の外港としての役割を担った。千葉町周辺がいつから佐倉藩領であったかははっきりしないが、元禄期の戸田氏時代には千葉町周辺が佐倉藩の支配下にあり、延享3年（1746年）以後の後期堀田氏時代には千葉郡31か村が佐倉藩の城付領であった。後期堀田氏は千葉町に千葉役所を置いて支配拠点とした。千葉氏没落後に寒村となっていた千葉町は、交通の発展とともに繁栄を遂げたと見られる。文政8年（1825年）には海防のために千葉町の猪鼻山に陣屋（亥鼻陣屋 ）が置かれた。
佐倉藩は寒川浦を海上輸送の拠点とし、御蔵を建てて年貢米などを集積して江戸に廻送した。文政4年（1821年）の藩政改革以後、佐倉領内の村は年貢を椎木蔵（佐倉）か寒川蔵のいずれかに収納した。江戸への輸送は寒川の船問屋が引き受け、五大力船によって行われた。

### 出羽国
後期堀田氏時代、出羽国村山郡（1878年以後の東村山郡・南村山郡の一部にあたる地域）にあった分領は約4万石と規模が大きく、明治期まで存続した。
分領の統治拠点として、延享4年（1747年）に柏倉陣屋（現在の山形市柏倉）が置かれた。柏倉には藩校成徳書院の分校（北庠）も置かれ、武士のみならず百姓も学ぶことができたという。代官を務めていた田内与七郎成伸は名代官とされ、平清水村（山形市平清水）の平清水焼の振興に携わったことから同地に報恩碑が立てられている。柏倉陣屋の跡地には堀田永久稲荷神社が残る。
旧領の一部は、1889年（明治22年）に村を編成した際に旧領主の名から堀田村と称した（南村山郡。のち蔵王村に改称）。おおむね現在の山形市蔵王地区にあたり、「蔵王堀田」の地名もある。

## 文化・産業・人物

### 藩校
寛政4年（1792年）、藩校として学問所を設立。のちに温故堂、成徳書院などに改称。千葉県立佐倉高等学校がその系譜を継ぐとされる。

### 順天堂

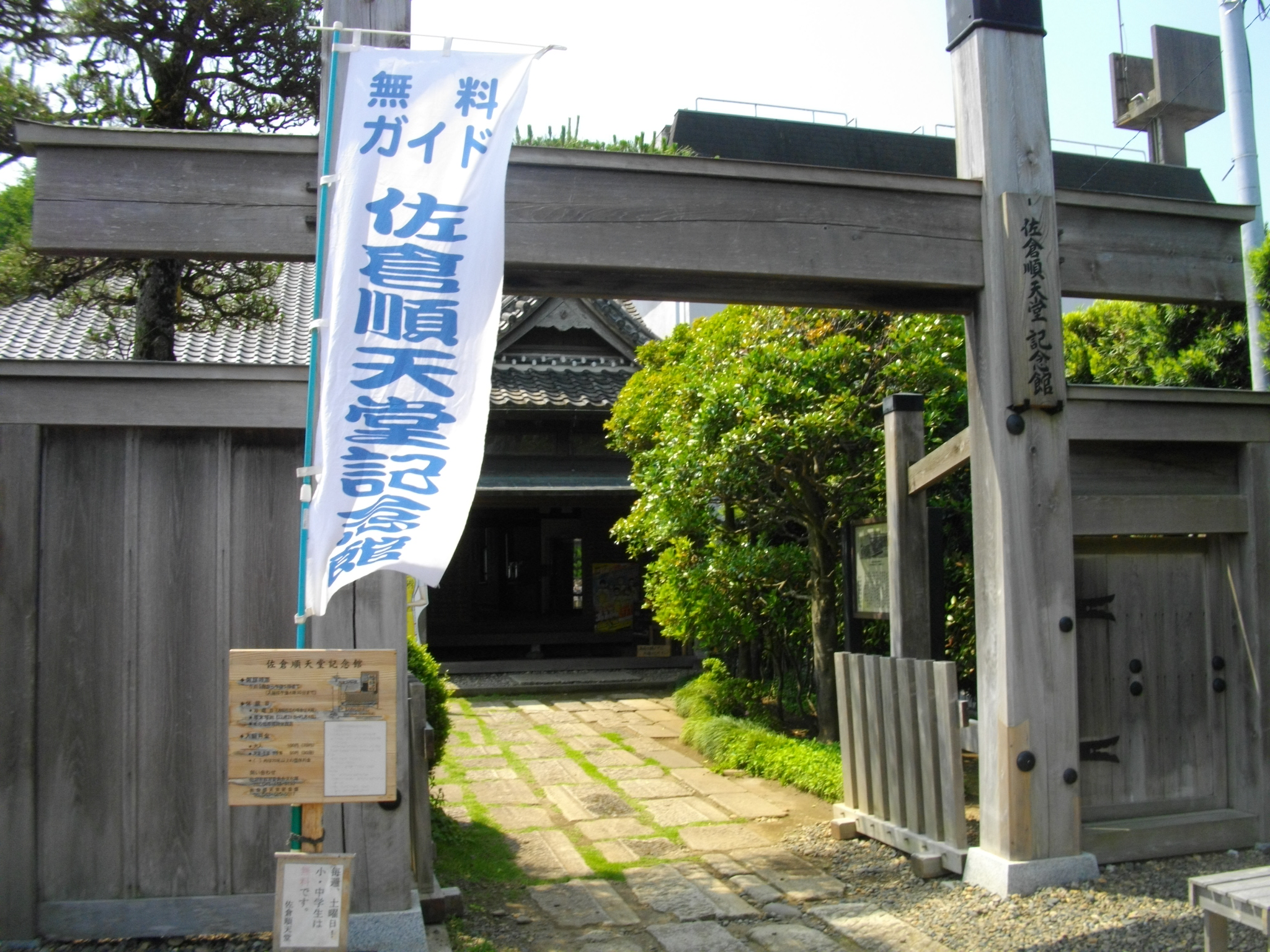
佐倉順天堂記念館

堀田正睦は、蘭方医佐藤泰然を招いて佐倉城下の本町（現・佐倉市本町（もとまち））に病院兼医学塾「順天堂」（佐倉順天堂）を開かせた。
明治維新後、順天堂は2代堂主佐藤尚中（泰然の弟子で養嗣子となる）のもと、東京に移り、教育部門は順天堂大学として、病院は順天堂大学医学部附属順天堂医院として系譜をつないでいる（学校法人順天堂参照）。

### ゆかりの人物
順天堂の佐藤泰然の実子には、松本良順（医師、男爵）、林董（外交官、伯爵）らがいる。
明治以後活躍した佐倉藩出身者（佐倉藩士の子弟）としては、西村茂樹（教育者）、浅井忠（画家）、神田孝平（政治家、男爵）、津田仙（農学者・教育者）、依田學海（漢学者・劇作家）らがいる。

## 備考
- 最後の藩主であった堀田正倫は、1890年（明治23年）に佐倉に邸宅を構えた。「旧堀田邸」であり、国の重要文化財に指定されている。
- 堀田家の菩提寺は甚大寺で、堀田正亮が移封の際に山形から移転したと伝えられる[30]。